# John A. Bryan
John Alexander Bryan (* 13. April 1794 im Berkshire County, Massachusetts; † 24. Mai 1864 in Menasha, Wisconsin) war ein US-amerikanischer Jurist und Politiker. Er war von 1833 bis 1839 Auditor of State von Ohio. Ferner gehörte er den Freimaurern an.

## Leben
Über die Jugendjahre von John Alexander Bryan ist nichts bekannt. Irgendwann studierte er Jura und praktizierte dann als Anwalt. Er zog nach Ellicottville (New York). 1827 vertrat er das Cattaraugus County in der New York State Assembly. In der Folgezeit zog er nach Columbus (Ohio). Zwischen 1833 und 1837 war er Auditor of State. Die Folgejahre waren von der Wirtschaftskrise von 1837 und dem Mexikanisch-Amerikanischen Krieg überschattet. Bryan ließ sich 1840 in Williams County nieder. Dort war er einer der Mitbegründer der City of Bryan. 1845 wurde er U.S. Chargé d’Affaires in Peru. Bryan lebte später in Milwaukee und Menasha (Wisconsin). Er verstarb während des Bürgerkrieges in Menasha. Sein Leichnam wurde dann nach Neenah (Wisconsin) überführt, wo er auf dem Oak Hill Cemetery beigesetzt wurde.
Sein Sohn Charles Henry Bryan (1822–1877) saß im Senat von Kalifornien und sein Schwiegersohn John B. Weller war US-Senator aus Kalifornien.